# Пјанацо (Варезе)
Пјанацо је насеље у Италији у округу Варезе, региону Ломбардија.
Према процени из 2011. у насељу је живело 110 становника. Насеље се налази на надморској висини од 414 м.